# Aurélien (conseiller de Clovis Ier)
Pour les articles homonymes, voir Aurélien et Aurelianus.
Aurelianus
Aurélien (Aurelianus ou Aurilianus en latin), actif entre la fin du Ve siècle et le début du VIe siècle, est un conseiller et légat gallo-romain au service du roi franc Clovis Ier.

## Biographie
Connu uniquement sous un cognomen courant en Gaule romaine, Aurelianus n'est pas mentionné dans l'Histoire des Francs de Grégoire de Tours. Si les anecdotes relatives à ce personnage sont donc surtout le fait de récits tardifs et de seconde main des VIIIe siècle (Liber ou Gesta historiæ Francorum et Historia Francorum epitomata de Frédégaire) et IXe siècle (Vita Remigii d'Hincmar de Reims), son historicité est cependant admise par Godefroid Kurth à la fin du XIXe siècle. Plus récemment, le médiéviste Laurent Theis n'exclut pas l'existence du personnage, tout en soulignant le caractère mythique et littéraire des faits rapportés à son sujet, le « fidèle Aurélien » ayant pour fonction d'incarner le type du Romain chrétien avisé, en pendant à Aredius, conseiller du roi burgonde Gondebaud. Un Aurelianus, vir illustris figure parmi les correspondants d'Avit de Vienne, mais Heinzelmann pense, contrairement à la PLRE, qu'il s'agit plutôt d'un homonyme.

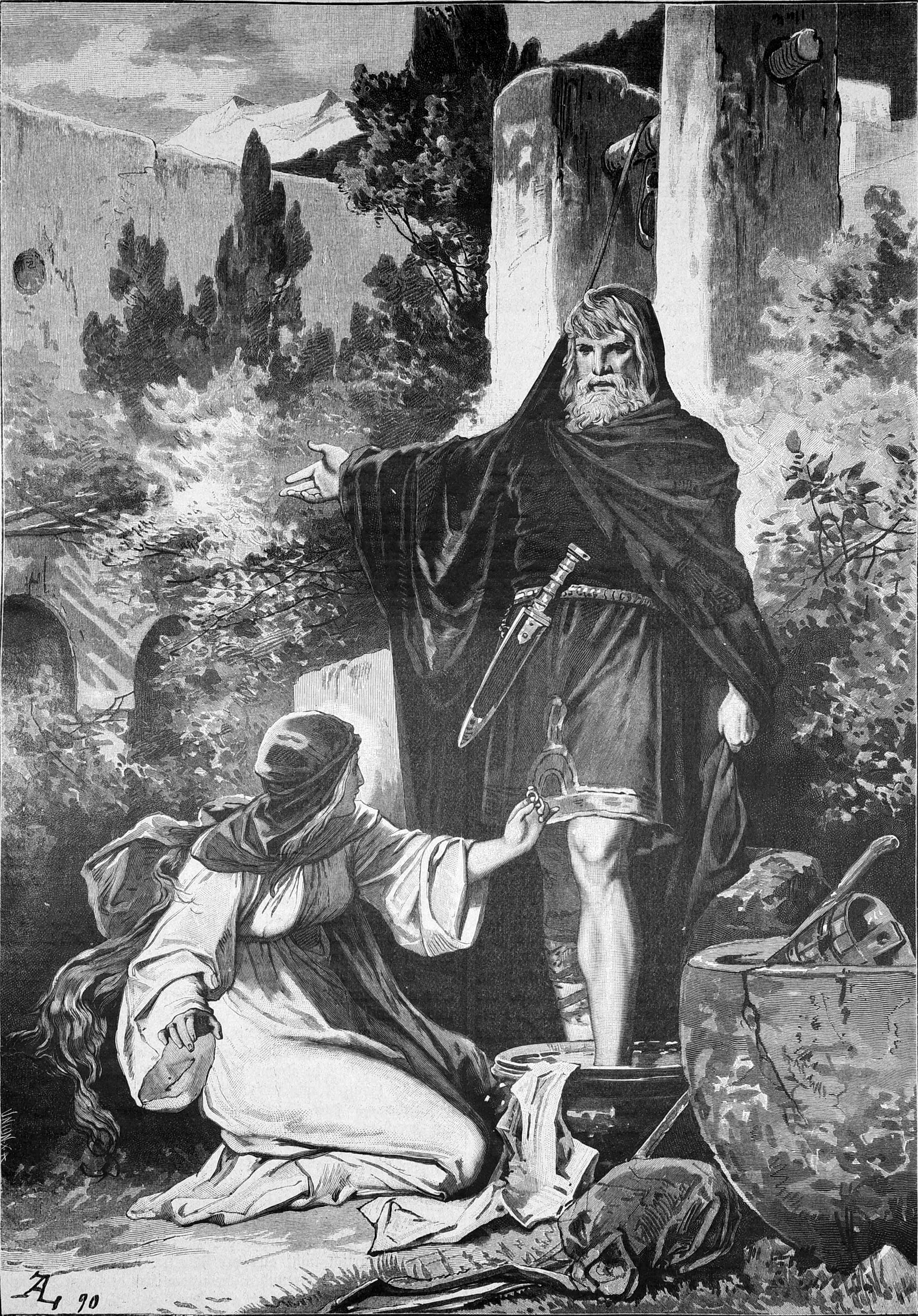
Aurélien apportant à Clotilde la demande en mariage de Clovis (illustration de 1891 par Alexander Zick).

Selon le Liber historiæ et Frédégaire, Clovis aurait fait d'Aurélien son intermédiaire chez les Burgondes lors de sa demande en mariage. Les détails sur l'entrevue secrète entre Clotilde et Aurélien, déguisé en mendiant pour tromper la vigilance de Gondebaud et présenter ainsi discrètement l'anneau de Clovis à la princesse, dénotent une source d'inspiration plus légendaire qu'historique. De même, la tradition médiévale place Aurélien sur le champ de bataille de Tolbiac, où il conseille au roi de s'en remettre au Dieu de Clotilde et donc de se convertir au christianisme.
Selon le Liber historiæ, Clovis aurait récompensé Aurélien de ses bons et loyaux services en le nommant duc de Melun. Or, selon Kurth, il doit s'agir d'une confusion avec un personnage homonyme. Historien de Melun du XVIIe siècle, l'avocat Sébastien Rouillard a perpétué cette méprise, qui ne sera réfutée qu'à partir du milieu du XIXe siècle, et qui faisait du Château de Blandy-les-Tours, construit pour la Maison de Melun, le fief d'un proche du premier roi chrétien.
La tradition faisant d'Aurélien un Orléanais découle de spéculations tardives sur l'origine de son nom, Aurelianum étant le nom antique de cette ville. Au XIXe siècle, le docteur soissonais Godelle a avancé que le nom d'Arlaines (lieu-dit de la commune de Ressons-le-Long où des ruines avaient été découvertes en 1810) pouvait découler d'une Aureliana villa ayant appartenu au conseiller de Clovis, qui aurait été lui-même soissonais, mais cette hypothèse étymologique n'est étayée par aucun document, les fouilles archéologiques ayant au contraire établi qu'il s'agissait là d'un camp romain du Ier siècle.
Aurelianus, consiliarius regis, figure parmi les signataires de la charte de Clovis pour la fondation de l'abbaye Saint-Pierre-le-Vif de Sens, mais ce document, daté de 509, est un faux forgé entre le Xe siècle et le XIe siècle.
Dans un ouvrage paru au début du XVIe siècle, l'historien Nicole Gilles a présenté Aurélien comme le grand chambellan du roi, mais cet anachronisme a été relevé dès 1623 par Pierre Bardin. Quelques années après Bardin, Philippe Labbe a également émis des doutes sur les qualités de chancelier et de garde des sceaux attribuées au « référendaire » Aurélien par certains auteurs médiévaux et modernes ayant mal interprété l'histoire de l'anneau apporté à Clotilde (qu'ils ont confondu avec l'anneau sigillaire du roi).

## Iconographie

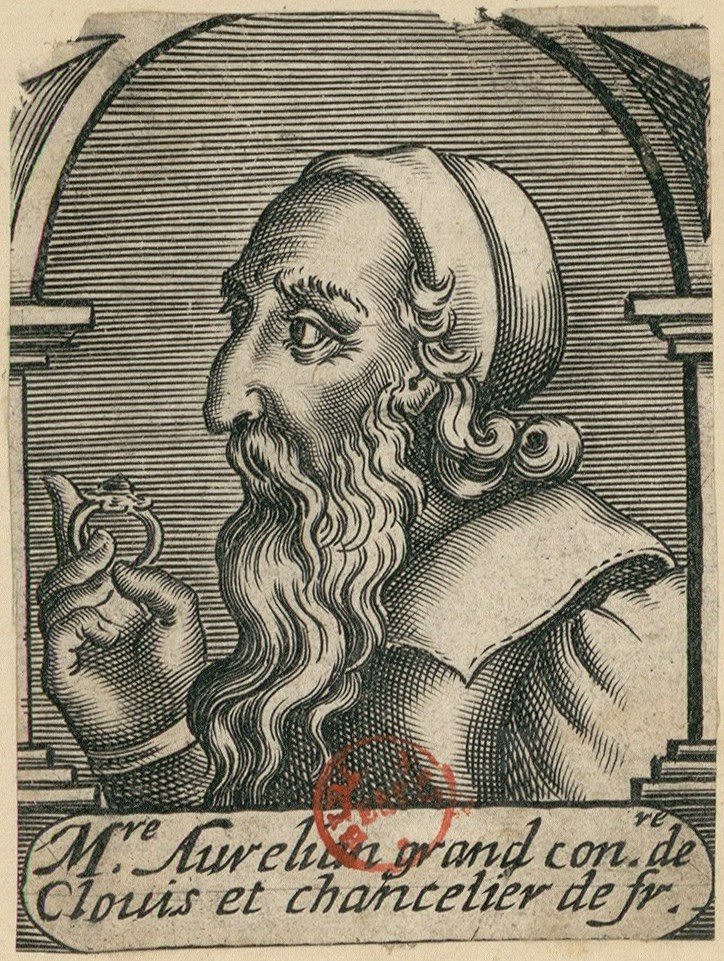
Estampe (anonyme et sans date) de la BNF.

Inspirées des Grandes Chroniques de France, deux des tapisseries commandées au début du XVIe siècle par Robert de Lenoncourt pour la basilique Saint-Remi représentent Aurélien. L'une d'elles relate son entrevue avec Clotilde tandis que l'autre le montre d'abord à Tolbiac, s'adressant à Clovis pour l'exhorter à se convertir (« Croy au dieu auquel croyt ta femme »), puis à Reims, assistant au baptême du roi. Dans cette dernière scène, Aurélien est vêtu d'un manteau à fleur de lys, qui rappelle la cérémonie du sacre à laquelle ce baptême a été assimilé au cours du Moyen Âge.
Dans la collégiale Notre-Dame des Andelys, une verrière réalisée vers 1540 et très restaurée par Édouard Didron en 1866 représente la mission d'Aurelianus auprès de Clotilde.
Le département des estampes de la Bibliothèque nationale de France conserve deux anciennes gravures sur bois, dans le style du XVIe siècle ou du XVIIe siècle, représentant « Aurelian, grand conseiller de Clovis et chancelier de France » [sic]. Affublé d'une longue barbe, Aurélien tient une bague, allusion à l'épisode de Clotilde. Un autre exemplaire de cette estampe, conservé à Versailles, provient des collections personnelles du roi Louis-Philippe.
En 1881, à l'occasion de la décoration du Panthéon de Paris, Joseph Blanc a représenté Aurelianus dans la partie centrale de la frise du Triomphe de Clovis, sur laquelle plusieurs saints et autres personnages historiques sont représentés sous les traits de contemporains de l'artiste. Vêtu d'une toge romaine, le conseiller de Clovis a ainsi le visage de Léon Gambetta, alors président de la Chambre des députés. Ce choix est peut-être dû aux origines italiennes du célèbre modèle.